# Ulriksdal (stacja kolejowa)
Ulriksdal – stacja kolejowa w Järva, w gminie Solna, w regionie Sztokholm, w Szwecji. Znajduje się na Ostkustbanan, 7,1 km od Dworca Centralnego w Sztokholmie. Stacja w swojej obecnej formie powstała w 1990 roku i posiada jeden peron wyspowy z halą biletową na peronie z tunelem dla pieszych.
Dziennie obsługuje około 3100 pasażerów.

## Galeria

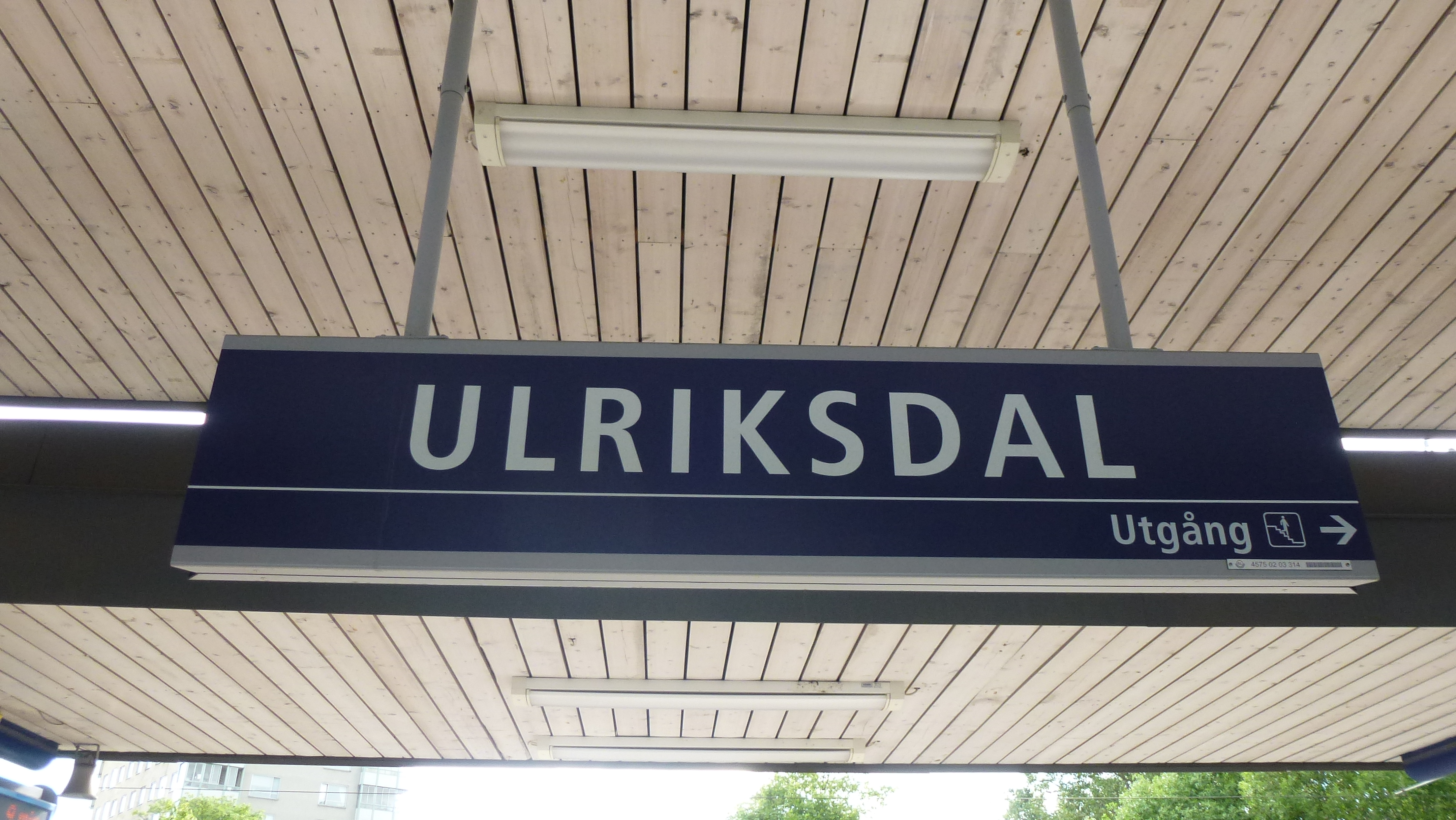
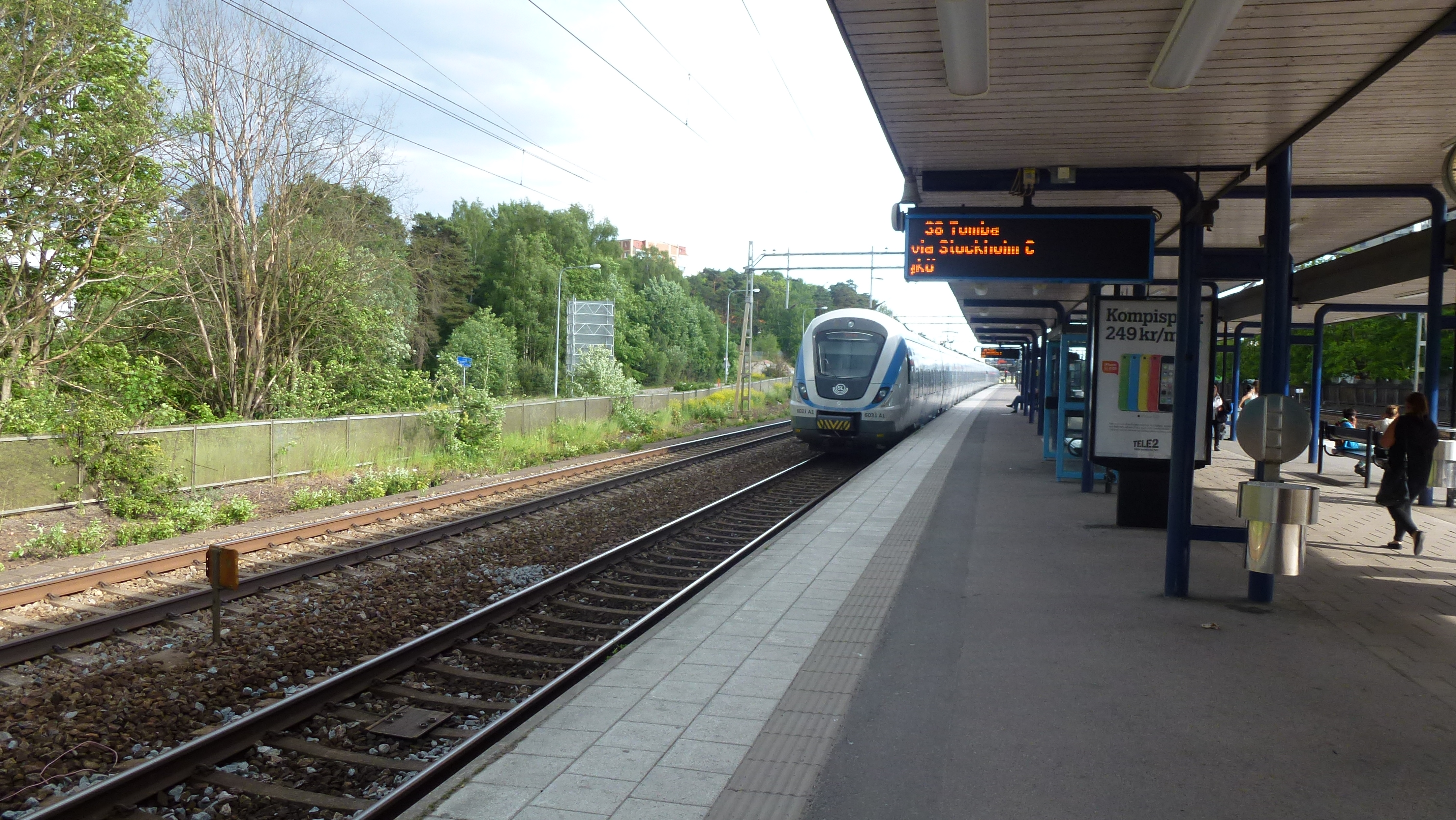
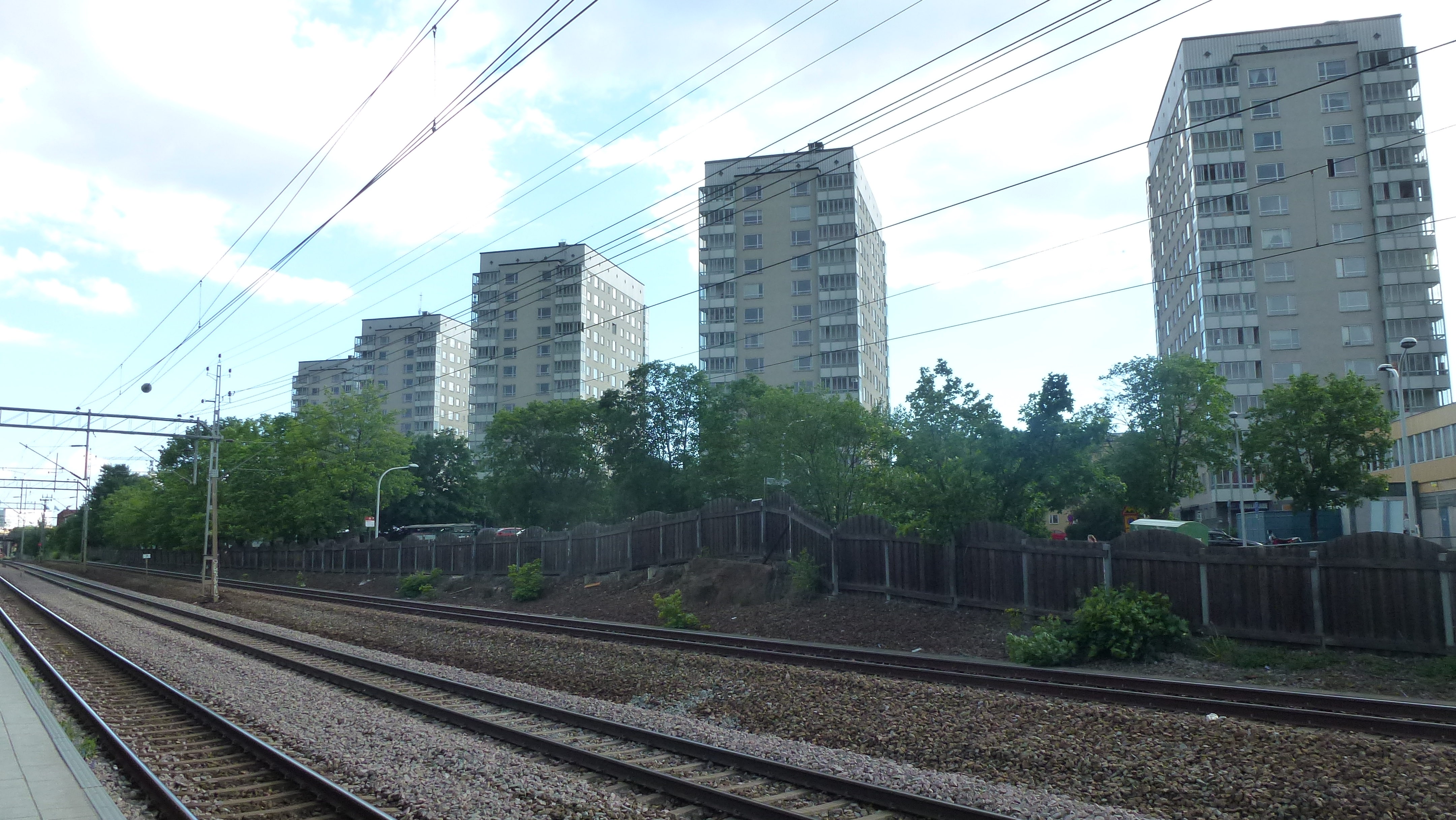
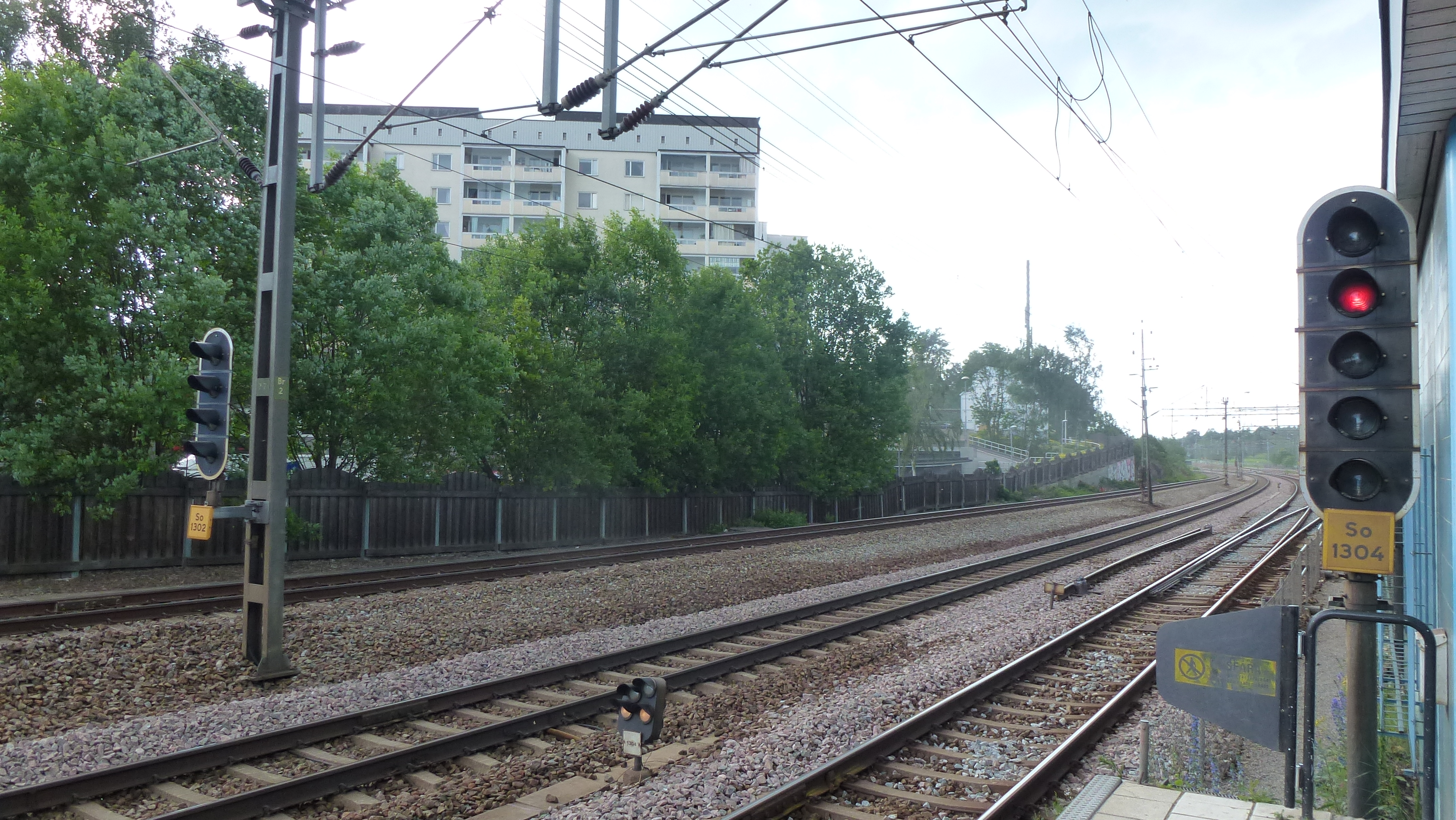
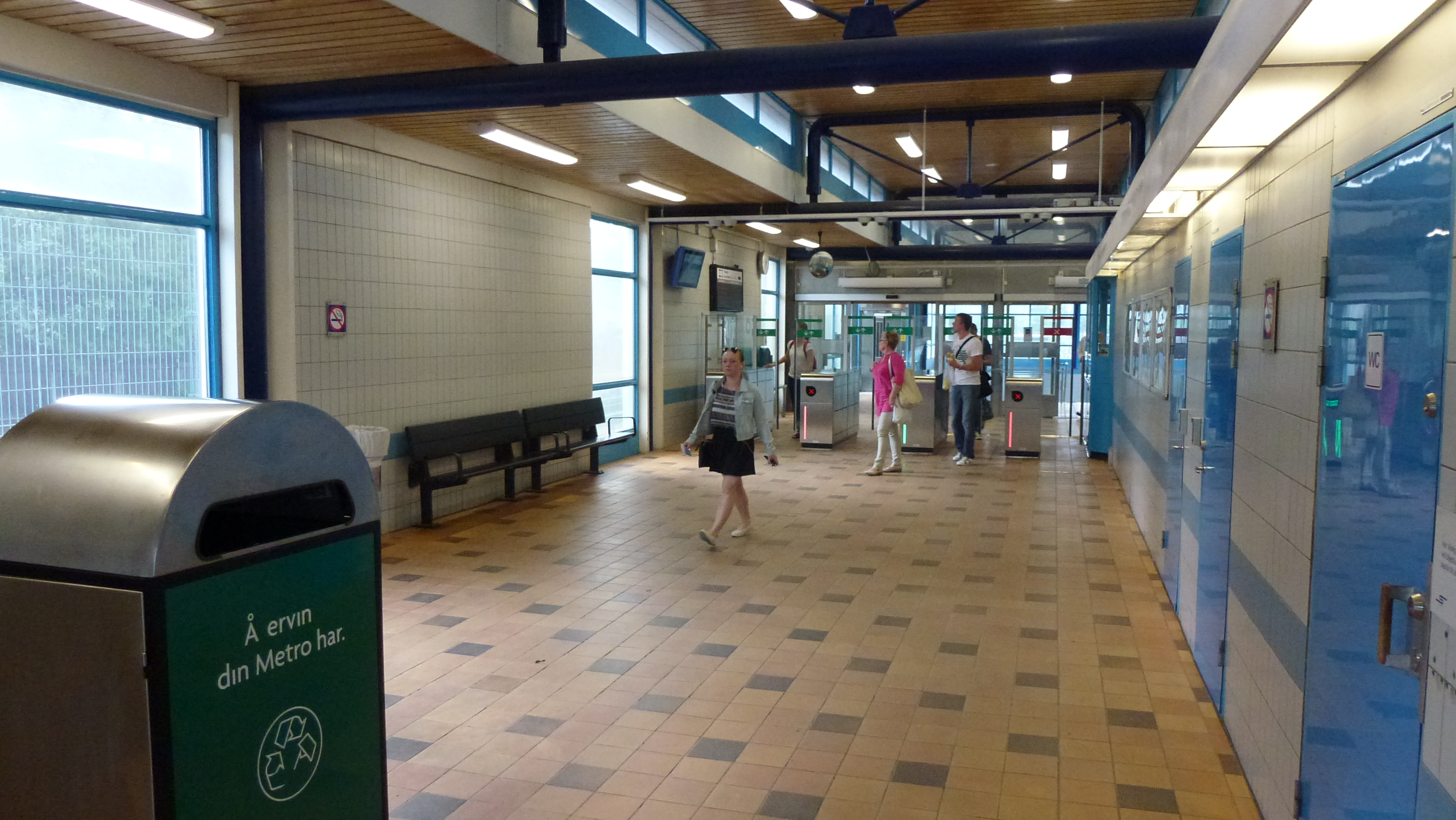
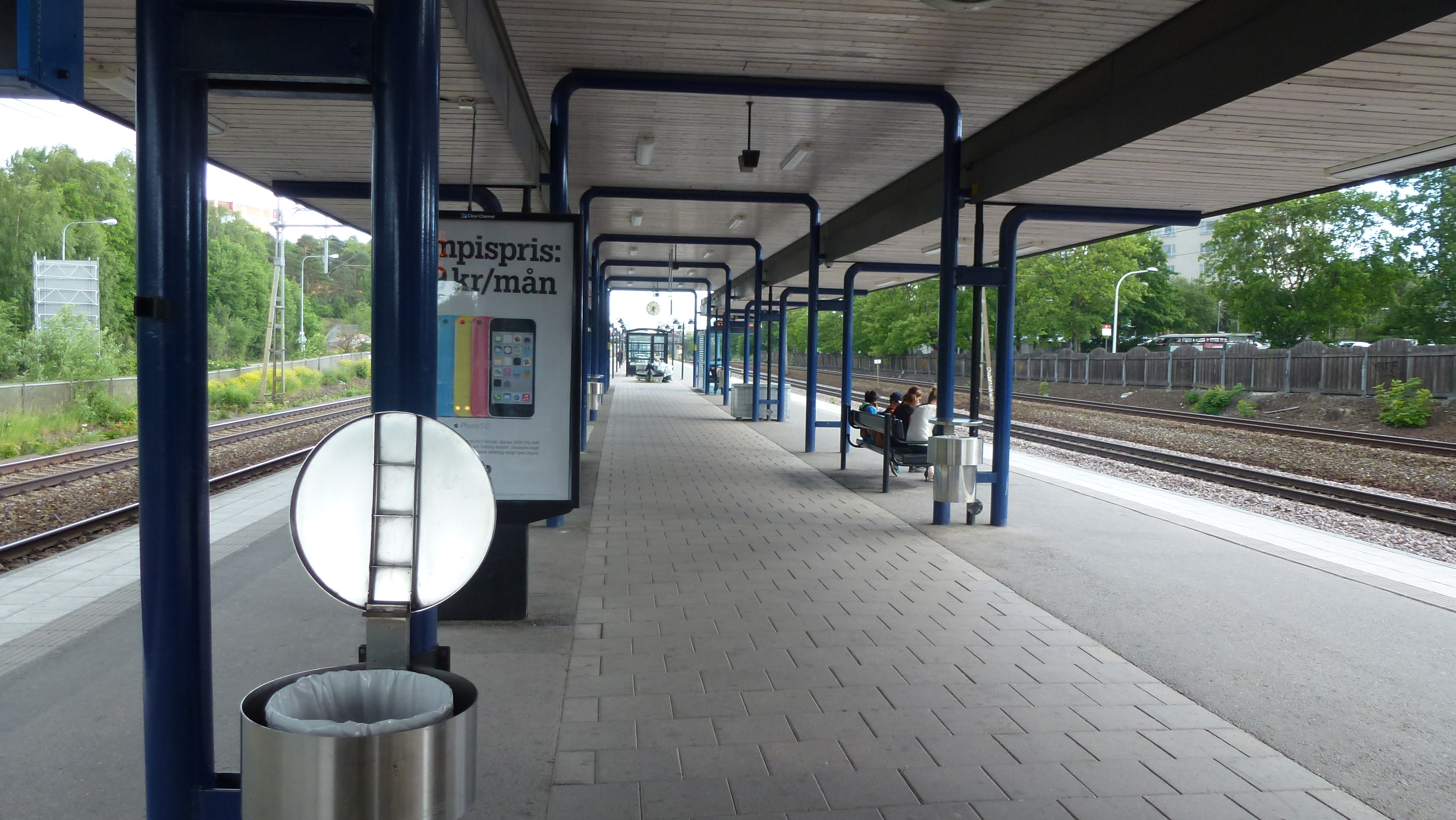
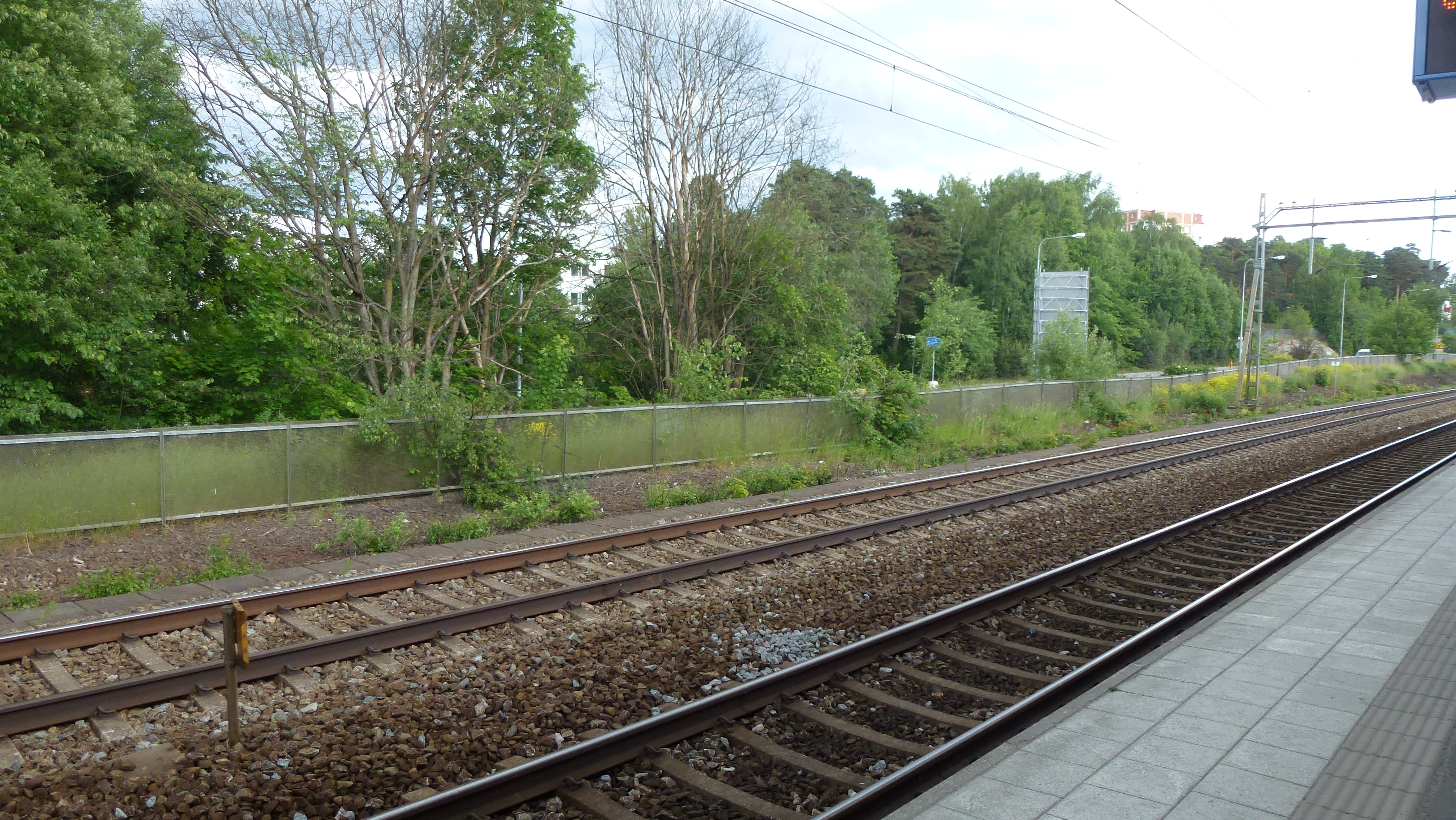
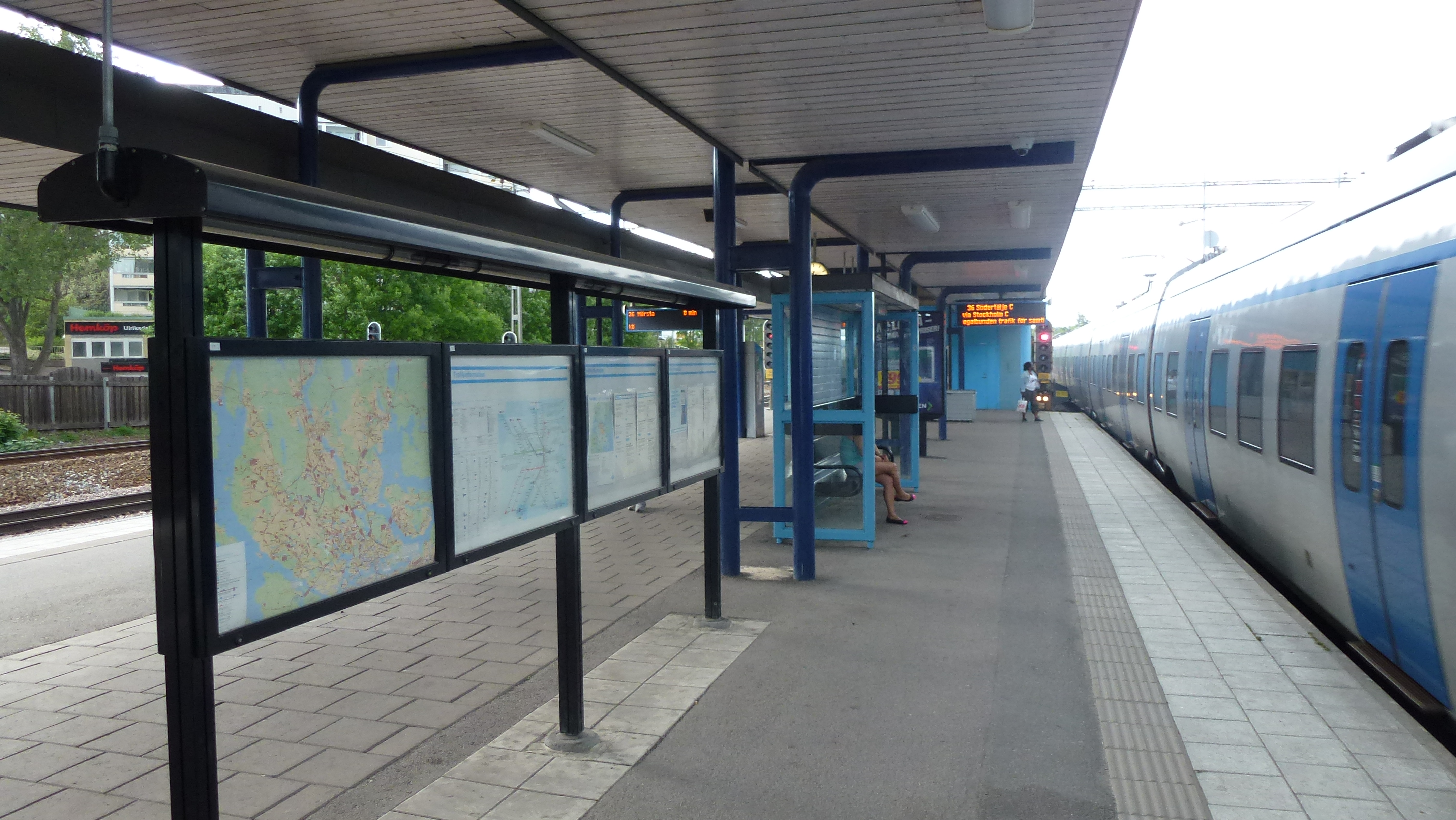
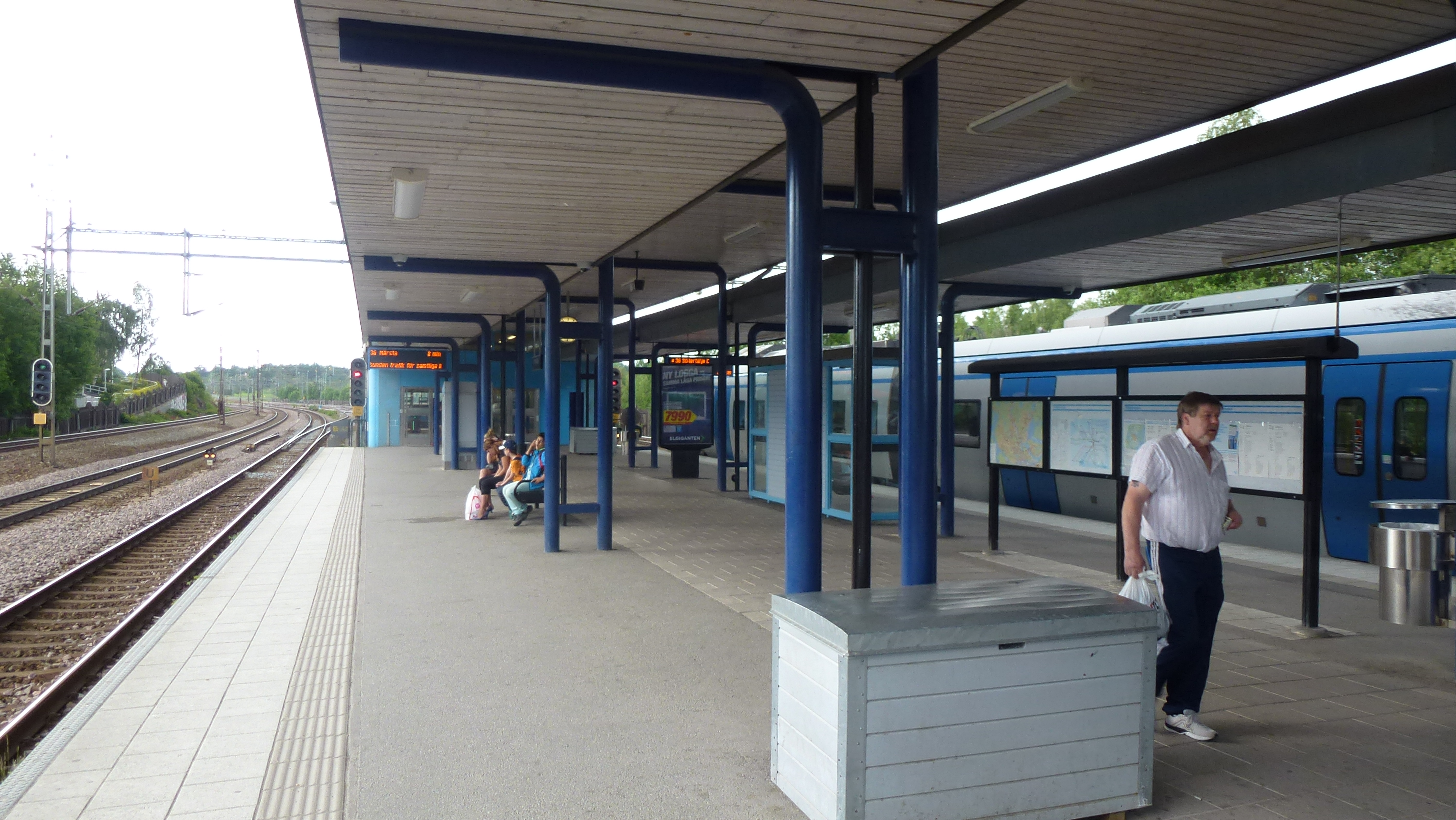
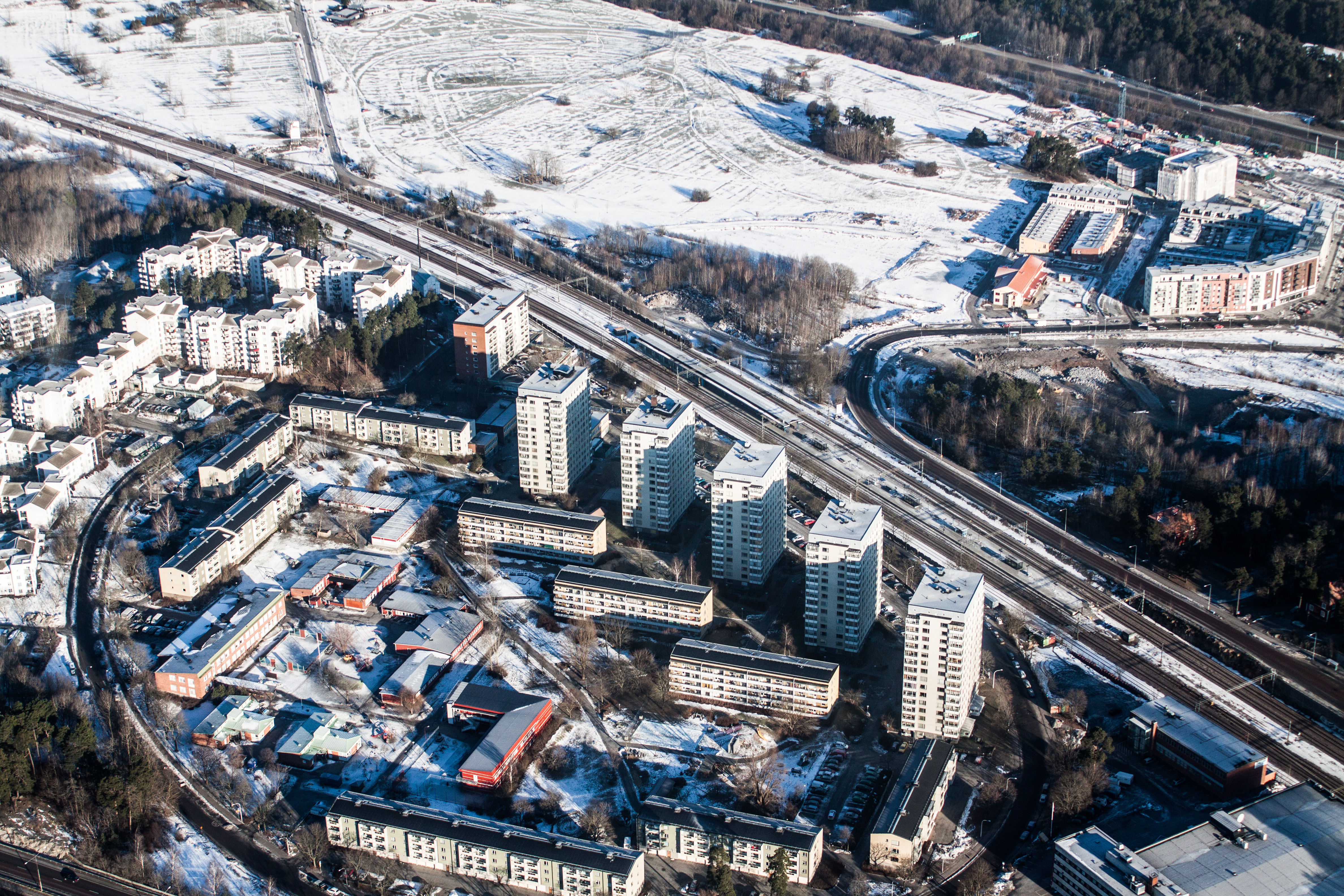

## Linie kolejowe
- Ostkustbanan